# Trump International Hotel and Tower (Chicago)
Pour les gratte-ciel de New York, voir Trump Tower et Trump International Hotel and Tower (New York).
La Trump International Hotel and Tower, également appelée Trump Tower Chicago, est un gratte-ciel résidentiel et hôtelier situé au 401 North Wabash Avenue, dans le secteur de Near North Side à Chicago, dans l'État de l'Illinois aux États-Unis. Le gratte-ciel porte le nom de son propriétaire, le 45e et 47e président des États-Unis et multimilliardaire américain Donald Trump. Située au bord de la rivière Chicago dont elle longe le bras principal, la Trump Tower se trouve à proximité de plusieurs bâtiments patrimoniaux.
Achevée à l'été 2009, la Trump Tower est le deuxième plus haut gratte-ciel de la ville de Chicago après la Willis Tower. D'une hauteur de 423 mètres, le bâtiment possède 98 étages. Aujourd'hui, l'édifice est le septième plus haut bâtiment des États-Unis après le One World Trade Center, la Central Park Tower, la Willis Tower, le 111 West 57th Street, le One Vanderbilt et le 432 Park Avenue (hormis la Willis Tower, ils se trouvent tous à New York).
En 2001, Donald Trump annonça que son nouveau projet de gratte-ciel à Chicago deviendrait le plus haut bâtiment du monde, mais à la suite des attentats du 11 septembre 2001, les plans de construction ont été réduits, et sa conception a fait l'objet de plusieurs révisions. À son achèvement, la Trump Tower est devenue le deuxième plus haut bâtiment aux États-Unis après la Willis Tower mais fut dépassée par le One World Trade Center à New York au milieu de l'année 2013. La Trump Tower a dépassé le 875 North Michigan Avenue (anciennement John Hancock Center) qui fut l'immeuble résidentiel le plus haut du monde avant d'être à son tour dépassée par Burj Khalifa (828 m) à Dubaï en janvier 2010.
En partant du rez-de-chaussée jusqu'au sommet, l'édifice est constitué d'un espace de vente au détail, d'un parking multi-niveaux, d'un restaurant, d'un hôtel et de condominiums. Le 30 janvier 2008, les 339 chambres de l'hôtel furent achevées. Le 28 avril 2008, les services du bâtiment deviennent opérationnels. Début 2008, le restaurant appelé Sixteen, situé au 16e étage, reçoit dès son ouverture de nombreuses critiques favorables pour sa cuisine, son décor, son service et le panorama qu'offre son point de vue.

## Localisation

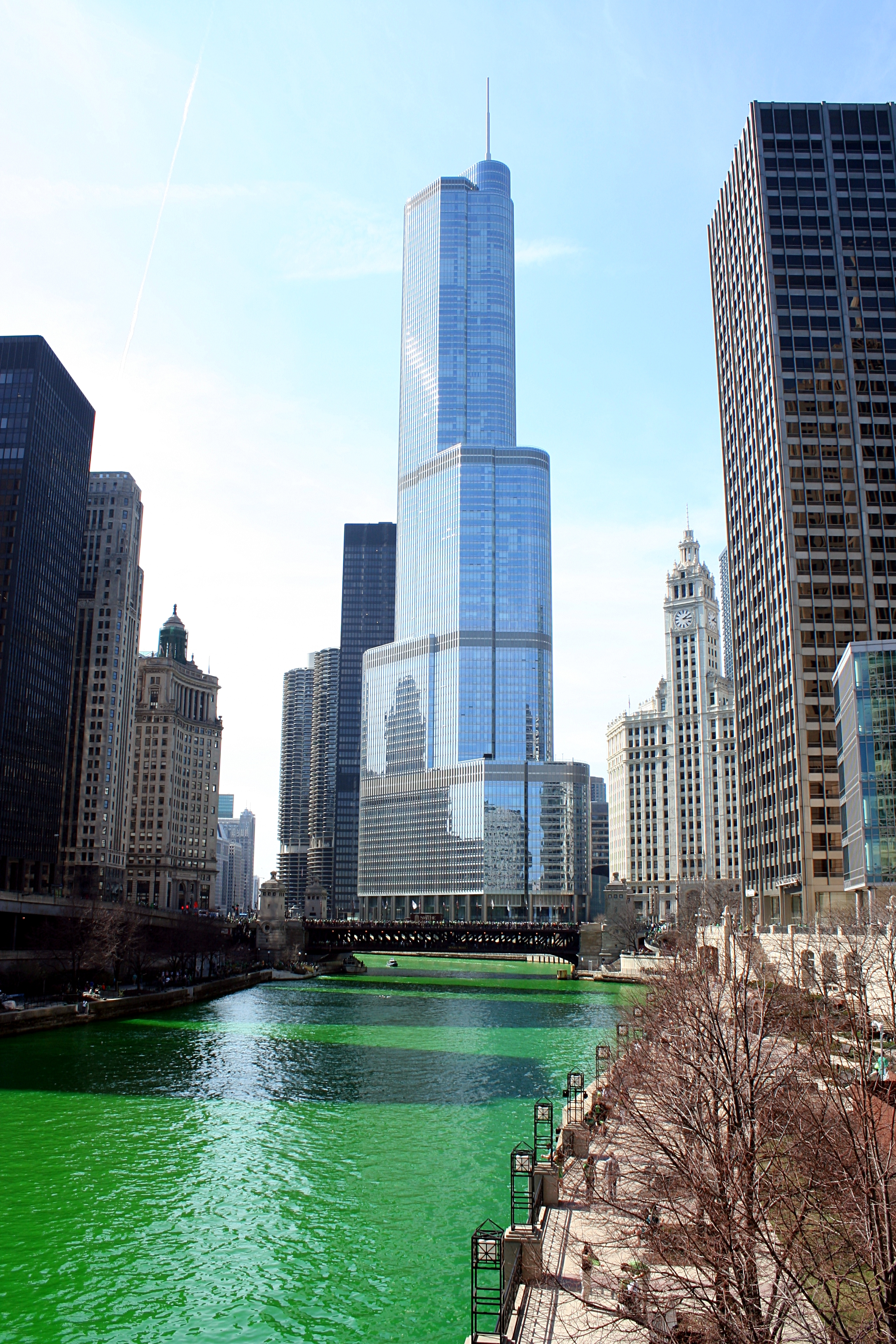
La Trump Tower avec la rivière Chicago teinte en vert à l'occasion de la fête de la Saint-Patrick en 2012.

La Trump Tower est située au 401 North Wabash Avenue, en bordure de la rivière Chicago, dans le quartier historique de River North Gallery District, une section du secteur communautaire de Near North Side dans la partie nord de Downtown Chicago et à l'extrémité sud du prestigieux Magnificent Mile (sur l'avenue commerçante de Michigan Avenue). Le bâtiment est bordé par la Chicago Riverwalk, une voie piétonnière arborée s'étirant le long de la rivière Chicago.
Le bâtiment occupe l'emplacement laissé vacant par le siège du Chicago Sun-Times, l'un des deux grands journaux de la ville, au cœur du quartier de River North Gallery District qui comprend une forte concentration de galeries d'art depuis les années 1980. Le nouveau siège du Chicago Sun-Times se trouve au 350 North Orleans Street dans le quartier de Wolf Point, non loin de là. La Trump Tower se trouve au pied de Rush Street, sur le côté nord de la rivière Chicago, à l'ouest du Wrigley Building et du pont de Michigan Avenue, et juste à l'est des tours jumelles résidentielles de Marina City et du 330 North Wabash. Du fait de sa grande hauteur (423 mètres), la Trump Tower est visible depuis de nombreux points de vue à travers la ville. De plus, le bâtiment est visible sur toute la longueur de la navigation fluviale sur le lac Michigan, ainsi qu'à partir d'emplacements situés à l'est le long de la rivière Chicago, à l'embouchure du lac Michigan.
Située à proximité immédiate du district historique de Michigan–Wacker Historic District (secteur de Near North Side), la Trump Tower est entourée par de nombreux bâtiments et monuments classés au titre du patrimoine historique et inscrits sur de prestigieuses listes dont les Chicago Landmarks (CL), les National Historic Landmarks (NHL) et le Registre national des lieux historiques (National Register of Historic Places ; NRHP). Des bâtiments tels que le London Guarentee Building (360 North Michigan), le Carbide & Carbon Building (230 North Michigan), le 35 East Wacker et le 333 North Michigan en sont de bons exemples. La Tribune Tower, gratte-ciel de style néogothique, et l'InterContinental Chicago Magnificent Mile, gratte-ciel et hôtel de luxe de style néo-mauresque, se trouvent à proximité. Le Wrigley Building, un bâtiment de styles renouveau colonial espagnol et Renaissance française, se trouve juste à l'est de la Trump Tower.

## Description

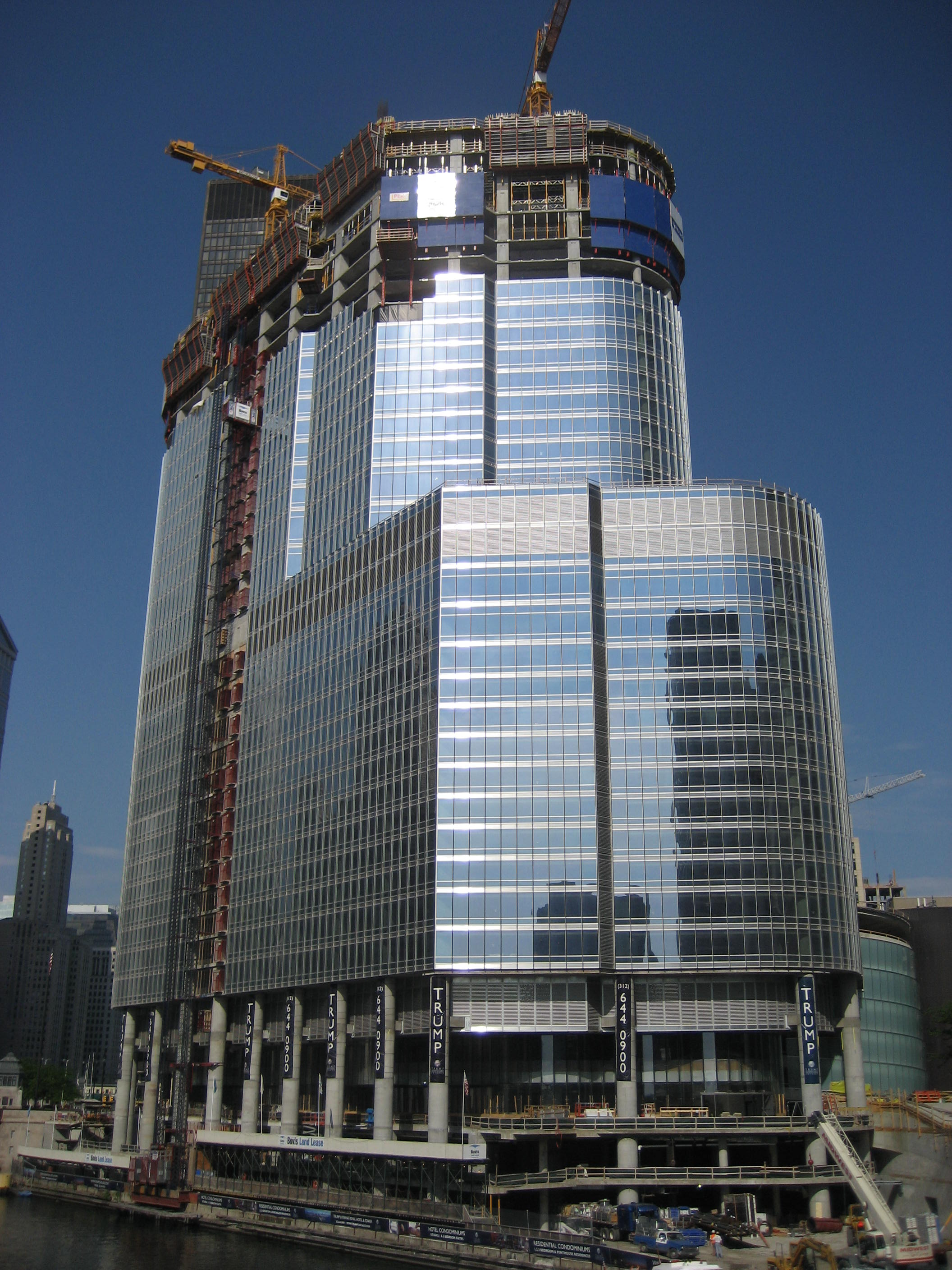
La Trump Tower lors de sa construction en juin 2007.

Conçu par l'architecte Adrian Smith et l'ingénieur William F. Baker, tous deux membres du cabinet de Chicago Skidmore, Owings and Merrill (SOM), le design de la Trump Tower fut dévoilé pour la première fois en décembre 2001. D'après le Chicago Tribune, le cabinet d'architectes dut réaliser une cinquantaine de modèles avant d'opter pour l'un d'eux.
Toutefois, lorsqu'elle fut présentée au public, la première version du gratte-ciel ne rencontra pas d'engouement auprès des habitants de Chicago et l'on doit l'apparence du bâtiment actuel à une révision ultérieure des plans en juillet 2002. En janvier 2004, une autre révision modifia le contenu des étages 17 à 26 et installa des appartements et des chambres d'hôtel en lieu et place des bureaux. Les travaux de construction commencèrent le 17 mars 2005.
Lorsque les plans de la future tour furent réalisés durant l'année 2000, Donald Trump lui-même annonça que le gratte-ciel serait le plus haut du monde. Cependant, à la suite des attentats du 11 septembre 2001 qui détruisirent les tours jumelles du World Trade Center à New York, les autorités municipales décidèrent de réduire la hauteur de la tour de façon à ne pas attirer d'autres attaques terroristes.

## Architecture

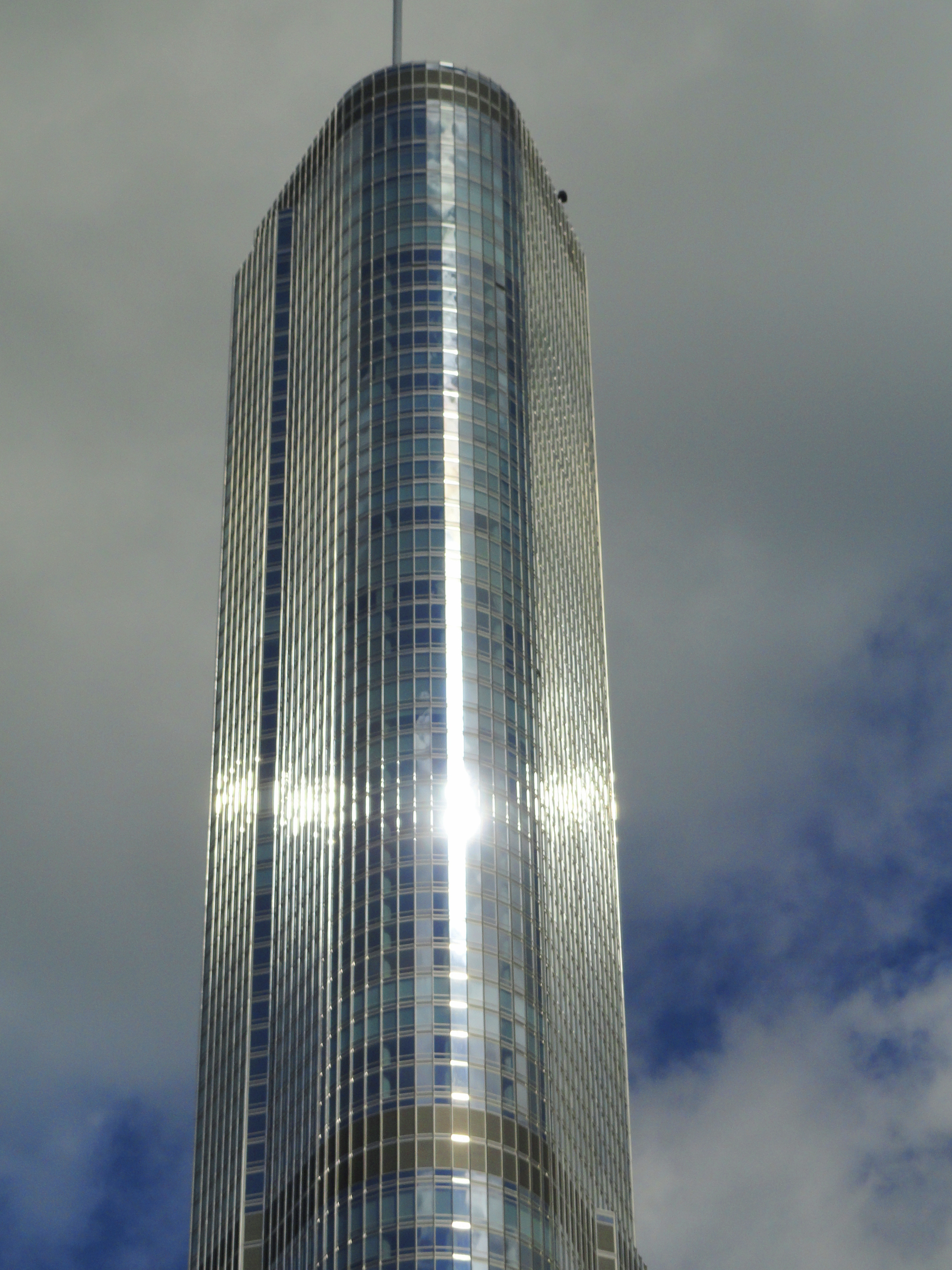
Vue sur la forme arrondie de l'angle du bâtiment.

Développée par la firme d'architectes Skidmore, Owings and Merrill (SOM), la conception du bâtiment intègre trois terrasses servant d'éléments de recul destinés à assurer une continuité visuelle avec la ligne d'horizon environnante, chacune reflétant la hauteur d'un bâtiment voisin. La première terrasse, sur le côté est du bâtiment, s'aligne sur la ligne de corniche du Wrigley Building à l'est ; la deuxième terrasse, sur le côté ouest, s'aligne sur River Plaza au nord et sur les tours jumelles de Marina City à l'ouest ; la troisième terrasse, du côté est, se rapporte au 330 North Wabash (anciennement connu sous le nom d'IBM Plaza). Le corps du bâtiment est surélevé de 9,1 m par rapport au bâtiment principal de Wabash, d'un mètre au-dessus de l'entrée principale de Wabash et de 70 pieds (21 m) au-dessus de la rivière Chicago.
Le mur-rideau du bâtiment, réalisé par l'entreprise italienne d'ingénierie Permasteelisa, utilise un verre clair à revêtement à faible émissivité et un système de meneaux en acier inoxydable poli en forme d'ailes incurvées qui dépassent de 9 pouces (23 cm) de la ligne de vitrage. Il intègre des panneaux d'allège en acier inoxydable brossé et en aluminium anodisé transparent.
S'élevant sur 98 étages, le bâtiment occupe une superficie totale de 240 000 m2 et abrite 486 condominiums résidentiels de luxe. Ceux-ci comprennent des studios, un mélange de suites allant d'une à quatre chambres à coucher, et des penthouses de cinq chambres à coucher. La tour comprend également un hôtel de luxe 5 étoiles de 339 chambres.
Érigé dans le style architecture moderne, le bâtiment fonctionne principalement comme un condotel : il comprend des commerces, un parking, un hôtel et des appartements en copropriété. Du troisième au douzième étage, on trouve des halls d'entrée, des espaces commerciaux et le parking ; le quatorzième étage et sa mezzanine abritent une salle de remise en forme et un spa. Au 16e étage, se trouve un restaurant nommé Sixteen qui offre un angle de vue dégagé sur la rivière Chicago, le lac Michigan et quatre bâtiments achevés dans les années 1920 et dont certains sont classés au patrimoine historique et culturel (le Wrigley Building, la Tribune Tower, le 333 North Michigan et le 360 North Michigan). Du 17e étage à la mezzanine du 27e étage, on trouve des condominiums d'hôtel et des salons pour les cadres. Les 28e à 85e étages sont occupés par des appartements en copropriété et les 86e à 89e étages par des penthouses.

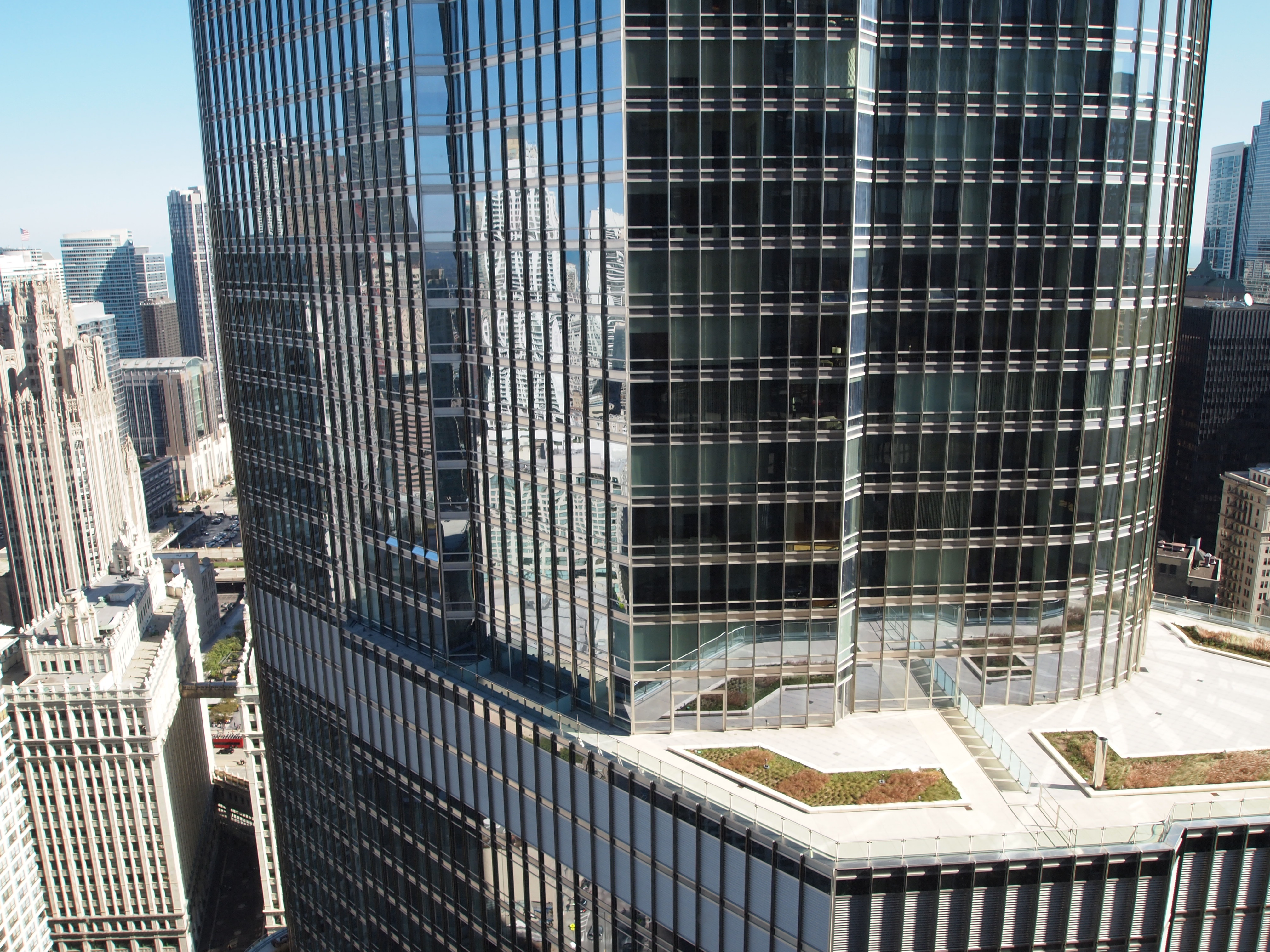
La deuxième terrasse du bâtiment (vue en direction de l'est).

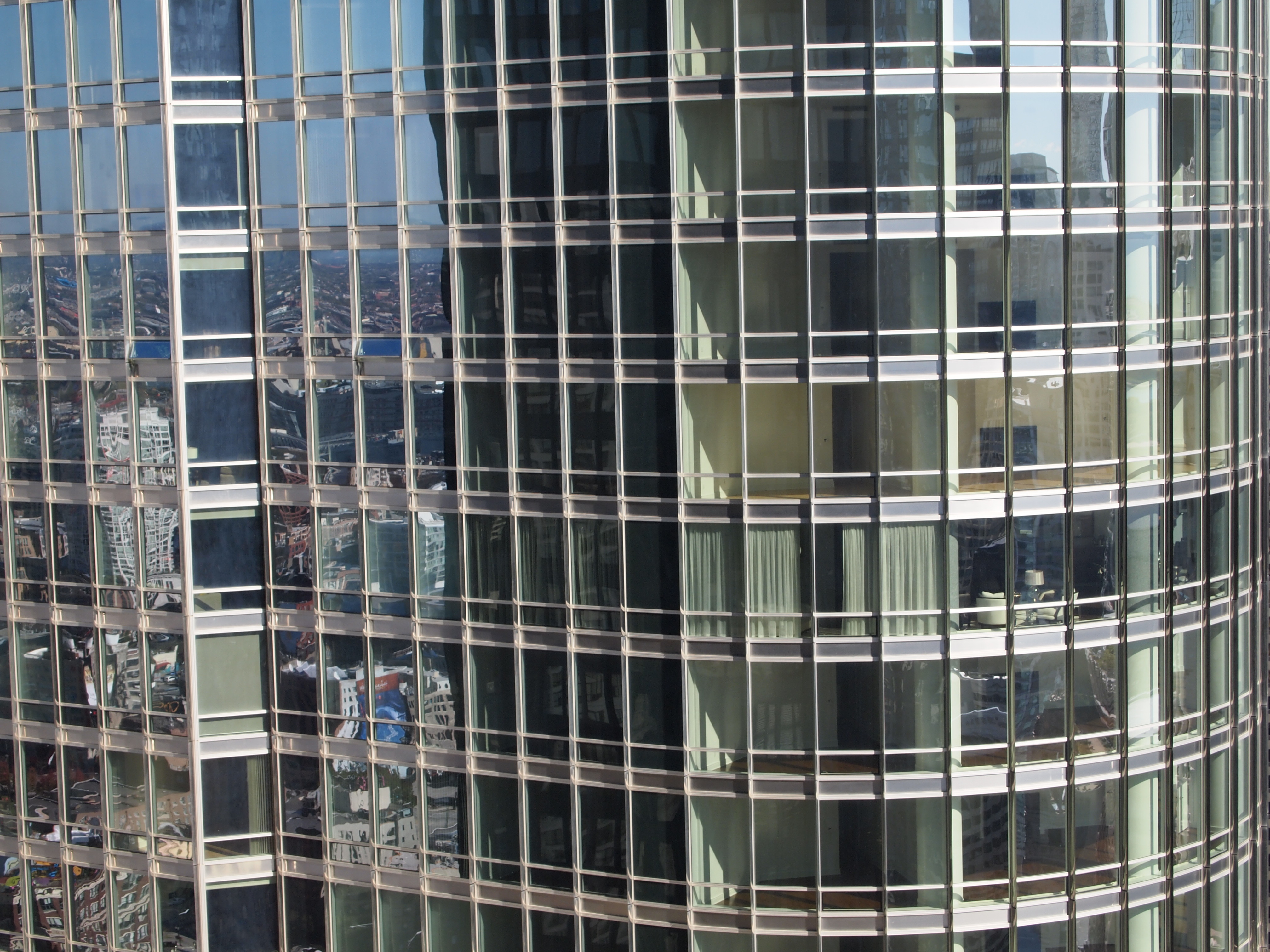
Détails des fenêtres de la façade.

Un petit parc d'environ 0,49 hectare ainsi qu'une voie piétonnière s'étirant en bordure de la rivière sur une longueur de 150 mètres (dans la zone adjacente au bâtiment à l'est) furent inaugurés au cours du premier semestre de l'année 2010.
Le parc fut aménagé pour permettre au public de se rassembler autour d'activités de divertissement tout en créant une liaison efficace entre le bâtiment et les visiteurs empruntant la voie piétonnière de la Chicago Riverwalk le long de la rivière. En 2011, l'aménagement paysager du parc entourant le bâtiment, appelé « Trump Plaza » (ou parfois simplement Chicago Riverwalk), fit l'objet d'une controverse. En effet, la Trump Plaza fut récompensée en 2010 par le maire de Chicago Richard M. Daley à l'occasion d'une remise de prix pour son aménagement paysager. Cependant, en 2011, les plantations de petits sumacs, de fougères et d'herbes indigènes (aux teintes jaunes, orange et rouges) furent retirées puis remplacées par des arbres à feuilles persistantes comme des genévriers et des buis, des plantes vivaces pourpres (principalement de la Cataire et des sauges ; qui nécessitent généralement moins d'entretien), et des pierres de taille grises disposées tout autour pour décorer l'ensemble. Ce qui alimenta la controverse fut le projet visant à illuminer les arbres du parc pour attirer les visiteurs nocturnes, ce qui alla à l'encontre du mouvement « dark skies » qui milita à la réduction de la pollution lumineuse (à la fois pour protéger les oiseaux migrateurs et pour faciliter l'astronomie amateur).
À son achèvement, la Trump International Hotel and Tower a battu le record de la plus haute résidence au monde (au-dessus du niveau du sol), détenu depuis 1969 par le 875 North Michigan Avenue situé dans le quartier voisin de Streeterville. Étant donné le fait que la Trump Tower comporte à la fois des condominiums hôteliers et résidentiels, elle ne conteste pas le record détenu par le 432 Park Avenue à New York, qui, avec ses 1 396 pieds (425,5 m) pour 85 étages, est devenu  l'immeuble résidentiel le plus haut du monde à son achèvement en 2015.

### Hauteur

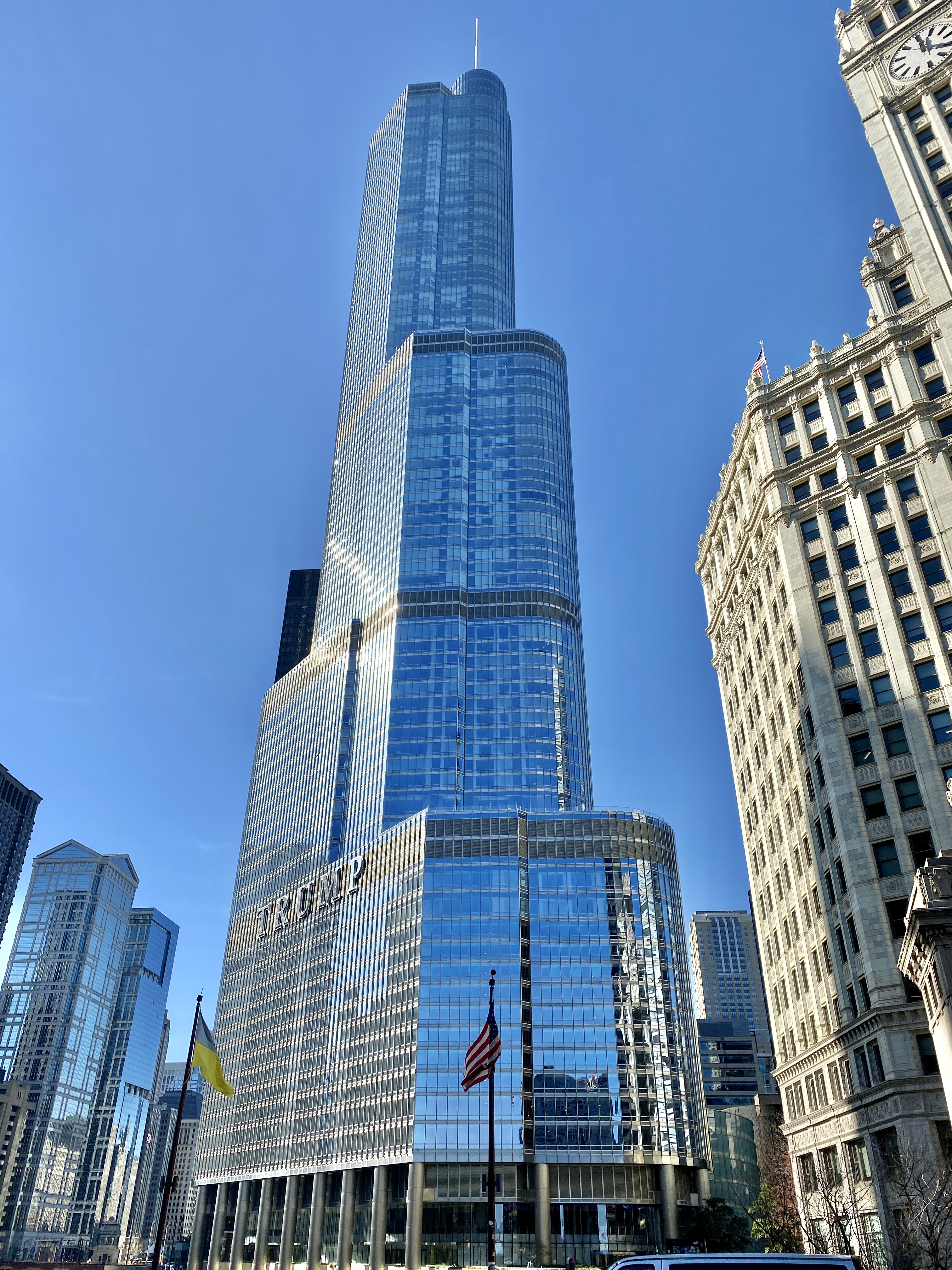
La Trump Tower vue depuis le pont de Michigan Avenue en mai 2023.

Le Trump International Hotel and Tower s'élève à 423,1 mètres (356,9 m à hauteur du toit) depuis l'entrée principale du bâtiment sur Wabash Avenue jusqu'à la pointe de sa flèche architecturale. À son achèvement en 2009, le bâtiment dépassa le 875 North Michigan Avenue (anciennement connu sous le nom de John Hancock Center ; bâtiment situé à environ 1,3 km au nord de la Trump Tower) et devint le septième plus haut bâtiment du monde, derrière la Jin Mao Tower (420,5 m avec sa flèche) à Shanghai, en Chine.
Cependant, le 17 novembre 2009, le Council on Tall Buildings and Urban Habitat  (« Conseil sur les grands immeubles et l’habitat urbain » ; CTBUH), un organisme basé à Chicago qui établit le classement des plus hauts gratte-ciel du monde sur la base de différents critères, modifia sa norme de mesure de la hauteur d'un bâtiment. Avant ce changement, la hauteur architecturale d'un bâtiment était calculée de l'entrée principale à la pointe de la flèche ; les nouvelles normes mesurent désormais la hauteur à partir du niveau de la rue le plus bas d'un bâtiment.

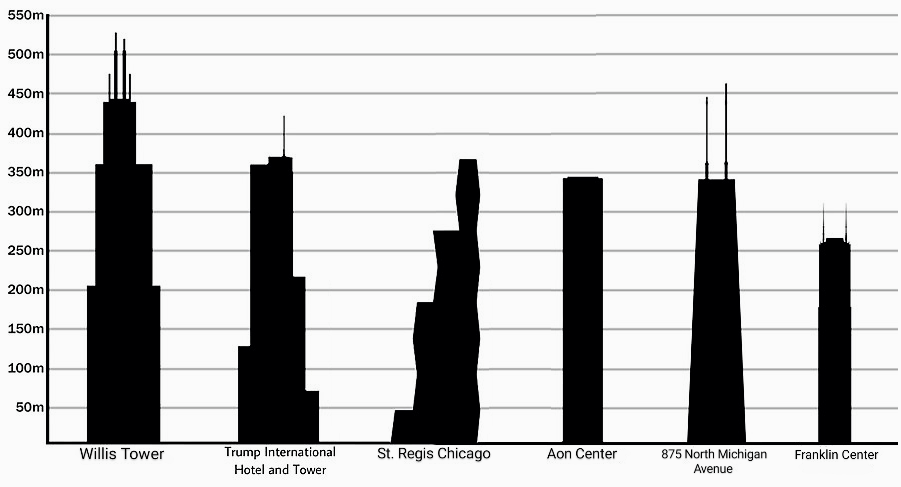
Comparaison avec les principaux bâtiments de Chicago.

Comme la Trump International Hotel and Tower dispose d'une entrée sur la rivière Chicago et d'un niveau piétonnier situé à 8,2 mètres (27 pieds) en dessous de l'entrée du bâtiment sur Wabash Avenue, la hauteur officielle du gratte-ciel a été recalculée à 423,2 mètres (1 388 pieds), sans ajout physique à la structure.
Selon le CTBUH, la hauteur recalculée fit également de la tour le sixième bâtiment le plus haut du monde, dépassant la Jin Mao Tower de 2,7 m. En janvier 2010, le bâtiment revint à sa position de septième plus haut gratte-ciel du monde à la suite de l'achèvement de Burj Khalifa à Dubaï qui culmine à une hauteur totale de 828 mètres pour 163 étages.
La Trump Tower devint également le plus haut gratte-ciel résidentiel du monde. Cependant, étant donné que le bâtiment possède un hôtel en plus de ses résidences en copropriété, il ne prit pas la place récemment acquise du Q1 Tower (Queensland Number One ; 323 m) à Gold Coast en Australie qui possède 80 étages entièrement résidentiels.

### Enseigne

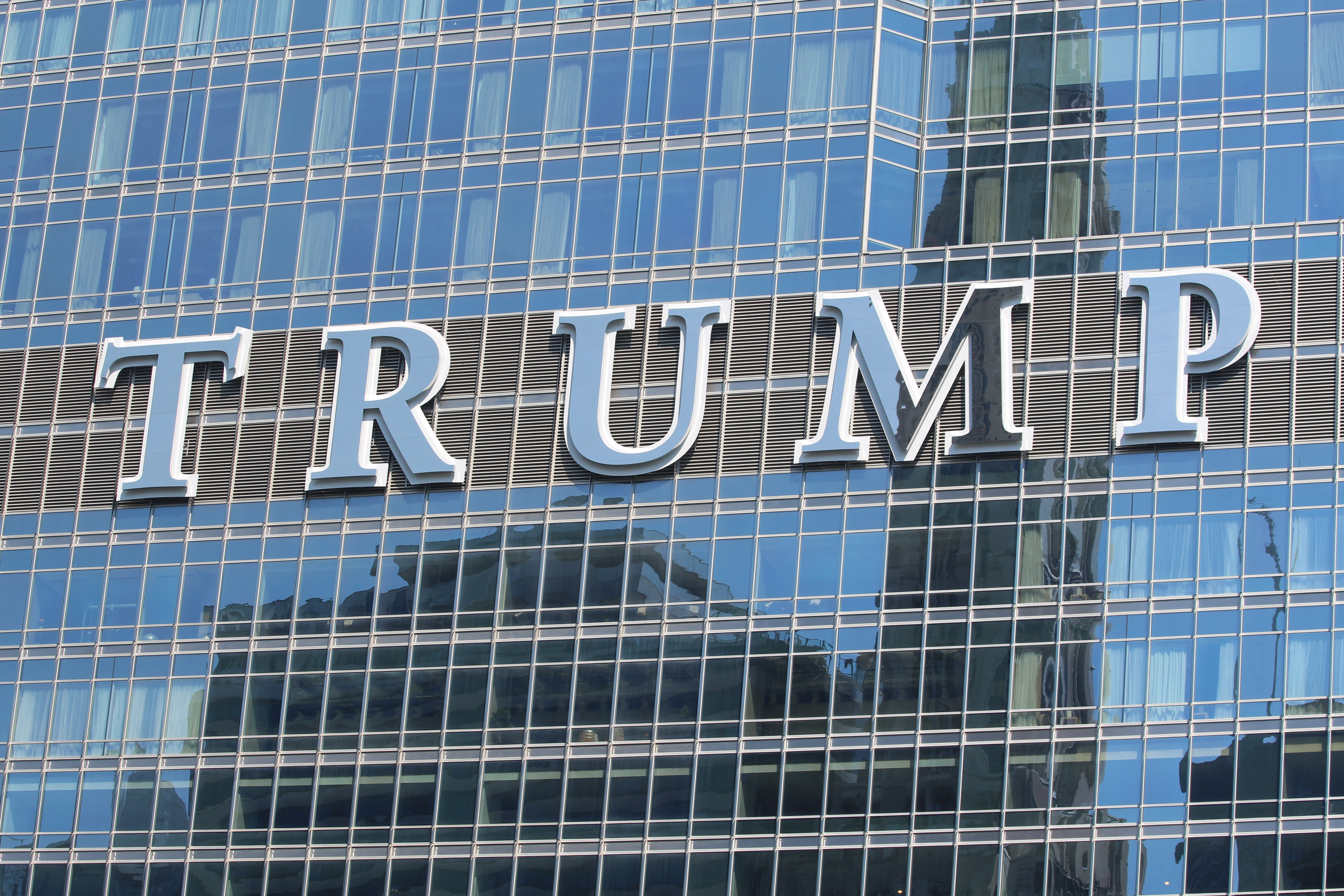
L'enseigne sur la façade de la tour.

Selon Trump, l'administration du maire de Chicago Richard M. Daley approuva en 2009 l'installation d'une enseigne de 3 600 pieds carrés (334,5 m2), mais le projet fut renégocié avec l'administration du maire Rahm Emanuel. En octobre 2013, Trump reçut l'autorisation de faire ériger des lettres en acier inoxydable de 20 pieds de haut (6,1 mètres) rétroéclairées par un éclairage LED blanc au niveau du 16e étage de l'immeuble.
Trump rendit public son projet d'enseigne en février 2014. Selon un porte-parole du département de l'urbanisme de la ville de Chicago, le protocole standard pour un tel panneau passe par l'approbation du conseiller municipal local (Brendan Reilly, 42e circonscription) et par l'ensemble du conseil municipal de Chicago. Les cinq lettres s'étendent sur une largeur d'environ 141 pieds (43 m). Selon certaines sources, l'enseigne est plus grande que la taille proposée à l'origine. La version finale approuvée fait environ 2 800/2 891 pieds carrés (260,1/268,6 m2). Le panneau se trouve à environ 200 pieds (61 m) au-dessus du niveau du sol.
Lorsque le critique d'architecture Kamin, du Chicago Tribune, avertit Donald Trump que l'approbation de l'enseigne lui serait défavorable, ce dernier répondit : « Avec le temps, ce sera comme le panneau Hollywood » ; l'architecte Adrian Smith prit ses distances avec l'enseigne en déclarant : « Pour mémoire, je n'ai rien à voir avec cette enseigne ». La controverse entourant l'enseigne attira l'attention de la presse nationale et internationale à mesure qu'elle approchait de son achèvement, et l'Associated Press publia un article sur la désapprobation du maire Emanuel à la mi-juin.

### Hôtel

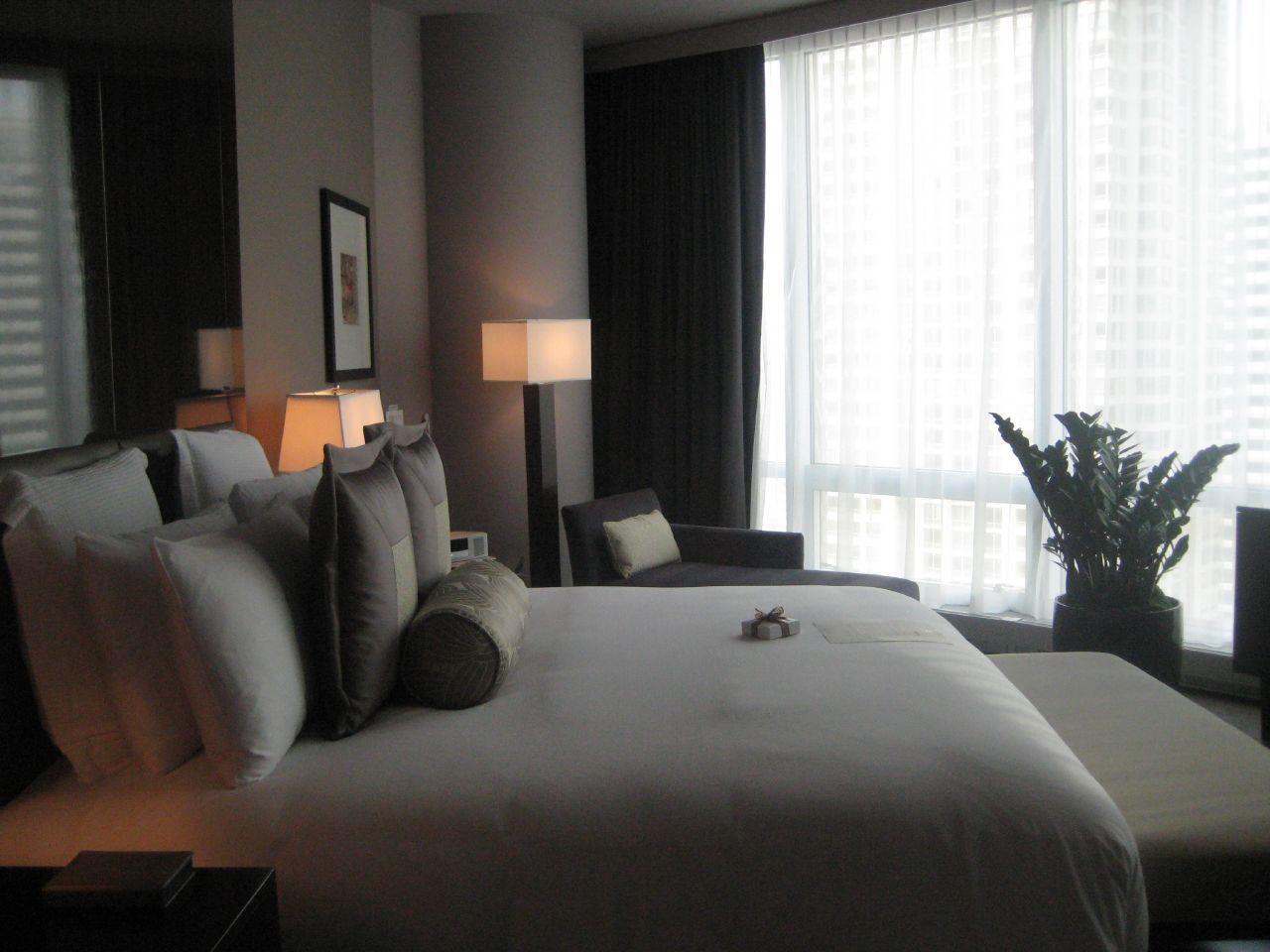
Une chambre de l'hôtel.

Le plan initial prévit l'ouverture partielle de trois étages de l'hôtel le 3 décembre 2007, accompagné plus tard de l'ouverture des autres chambres. Toutefois, la cérémonie provisoire fut reportée au 30 janvier 2008,,, laissant le temps à la ville de Chicago de donner son accord sur l'occupation des 27 premiers étages par le personnel de l'hôtel. Quatre étages de chambres ont été ouverts, soit 125 des 339 chambres prévues,,. Le 30 janvier, la construction du bâtiment avait dépassée le 53e étage.
L'ouverture officielle de l'hôtel, y compris des équipements, initialement prévue le 17 mars 2008, a eu lieu le 28 avril 2008. Blair Kamin, critique d'architecture au Chicago Tribune, lauréat du prix Pulitzer, déplore les panneaux en bois zébré dans le hall de l'hôtel, mais un autre journaliste du Tribune fait éloge de l'hôtel pour son « aspect sobre et contemporain, caractérisé par des vues magnifiques ».
En outre, toutes les chambres sont équipées d'une télévision à écran plat, d'un système de climatisation automatique et d'un mini-bar. Les clients peuvent également rester connectés grâce au Wi-Fi gratuit. L'hôtel comprend un service de conciergerie, un service de chambre et une terrasse sur le toit.

### Spa
Le spa de 23 000 pieds carrés (2 100 m2), baptisé « The Spa at Trump », ouvrit ses portes fin mars 2008. Il propose aux clients de l'hôtel des massages à l'huile infusée de pierres précieuses (diamant, rubis ou saphir), des masques hydratants et des sels exfoliants. Il comprend également un club de santé et de remise en forme avec piscine intérieure, onze salles de soins, une salle de soins privée pour les couples, une douche suisse, ainsi que des saunas.

## Résidents notables

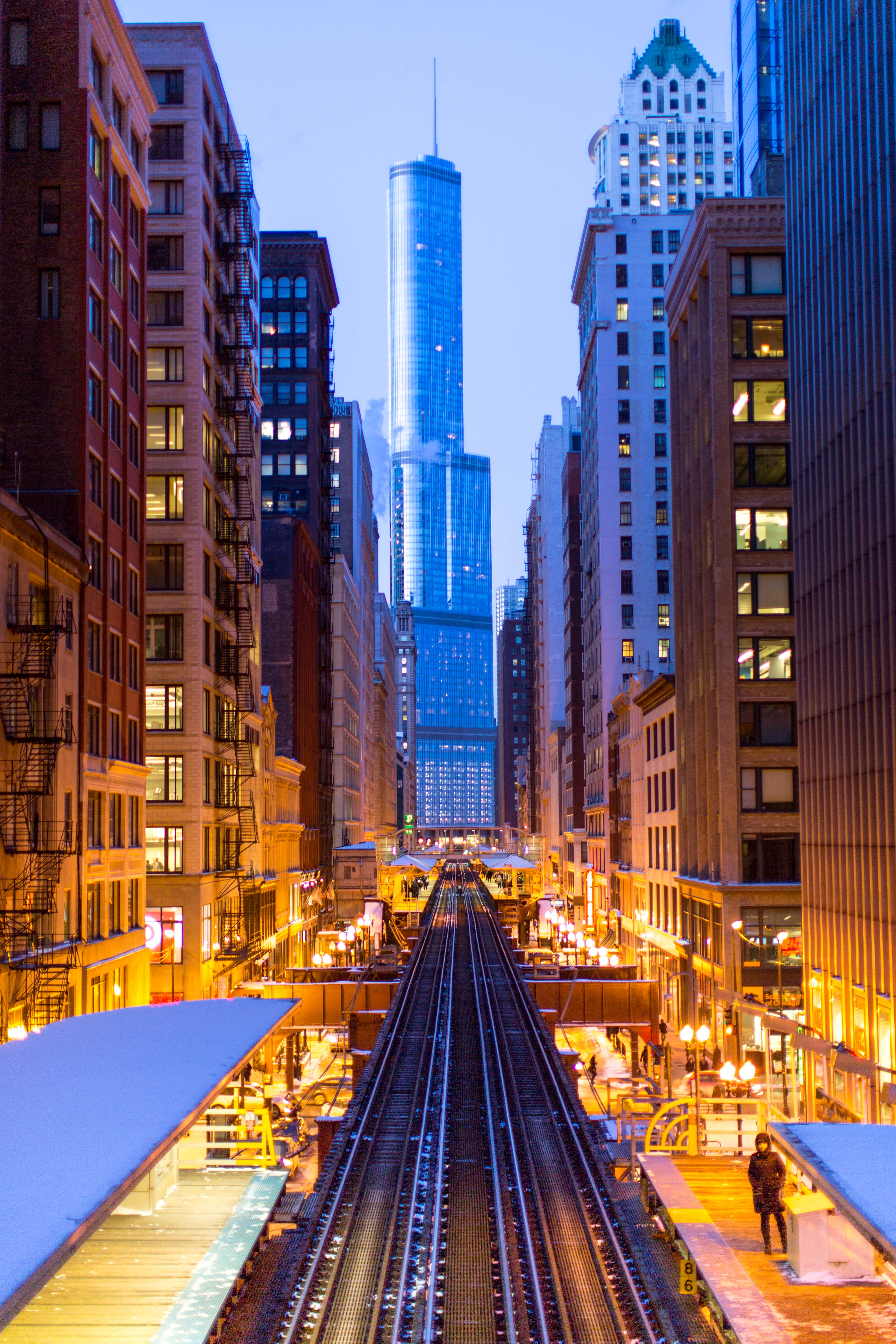
La Trump Tower vue depuis la station Adams/Wabash du métro de Chicago en 2014.

Plusieurs célébrités locales ont acheté des unités dans l'immeuble, y compris de nombreux athlètes professionnels et artistes. Juwan Howard, Rex Grossman, Patrick Kane et R. Kelly figurent parmi les acquéreurs de propriétés Trump,. Derrick Rose a acheté un appartement de 3 102 pieds carrés (288,2 m2) d'une valeur de 2,8 millions de dollars au printemps 2012.
D'autres acheteurs importants ont acheté des unités, notamment Don Thompson, président-directeur général de McDonald's, et David Doebler, président et directeur général de WMAQ-TV (NBC 5 Chicago),. Le PDG de United Airlines, Jeff Smisek, et le PDG de Huron Consulting Group, James Roth, ont également acheté des propriétés dans l'immeuble.
Deux unités aux 87e et 88e étages ont été vendues à des prix supérieurs à 5 millions de dollars en 2009 directement par le promoteur. Après quelques années de calme sur le marché de l'immobilier, il a fallu attendre août 2014 pour que les unités se vendent à des prix supérieurs à 1 000 dollars le pied carré. Deux unités ont été vendues à plus de 3 millions de dollars ce mois-là, y compris une vente de 3,99 millions de dollars, qui était le prix de vente le plus élevé dans le bâtiment depuis 2009. Le penthouse a été vendu pour 17 millions de dollars à la fin de 2014 à Sanjay Shah, le fondateur et PDG de Vistex.

## Dans la culture populaire
- La planification et la construction du bâtiment ont fait l'objet d'une couverture médiatique dans les journaux locaux et nationaux (avant et pendant la construction) ; par exemple, le 19 septembre 2007, le bâtiment a fait l'objet d'un épisode intitulé High Risk Tower dans la série Build It Bigger diffusée sur la chaîne Discovery Channel.
- Le bâtiment (en cours de construction à ce moment-là) sert de cadre au film The Dark Knight : Le Chevalier noir (2008) dans la scène de la prise d'otage du Joker dans l'immeuble[37].
- L'immeuble sert de décor dans le film Transformers 3 : La Face cachée de la Lune (2011), dans lequel se retranche l'antagoniste humain Dylan Gould avec pour otage Carly Spencer pendant l'invasion des Decepticons[38],[39].
- La tour apparaît également dans le film Divergente (2014) ; on peut voir une Trump Tower très endommagée.
- Le bâtiment ainsi que son adresse (N. Michigan Ave./E. Wacker Dr.) figurent en bonne place dans l'ouverture de la série télévisée The Crazy Ones, créée par David Edward Kelley et diffusée par CBS au cours de la saison 2013-2014. Il est sous-entendu que les bureaux de l'entreprise de publicité fictive qui est le sujet de la série, Lewis, Roberts & Roberts, se trouvent à l'intérieur du bâtiment[40].
- En 2017, Lego Architecture a réalisé une skyline de Chicago et la Trump Tower était l'un des bâtiments présentés.

## Galerie d'images

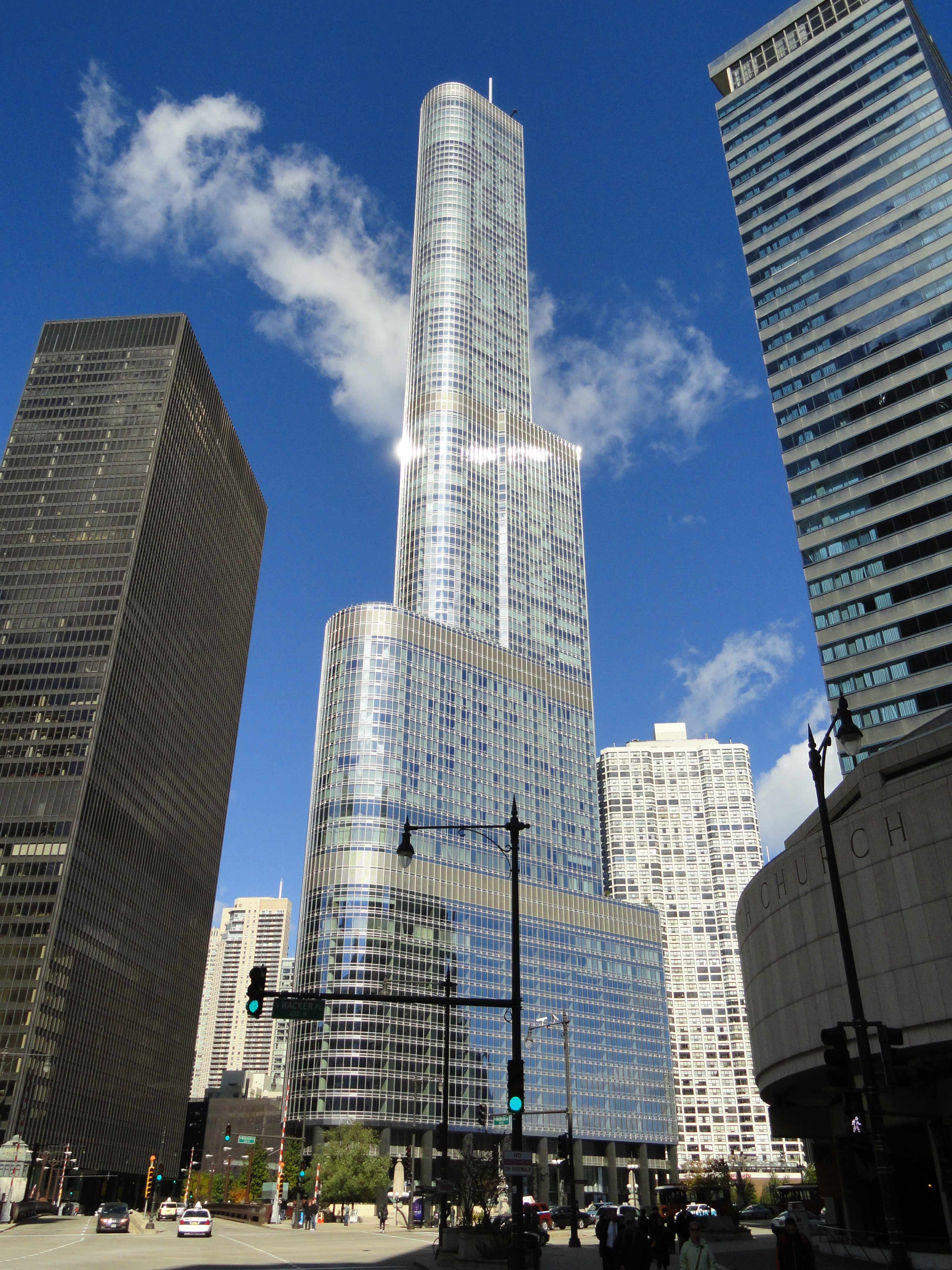
Vue depuis North Wabash Avenue.
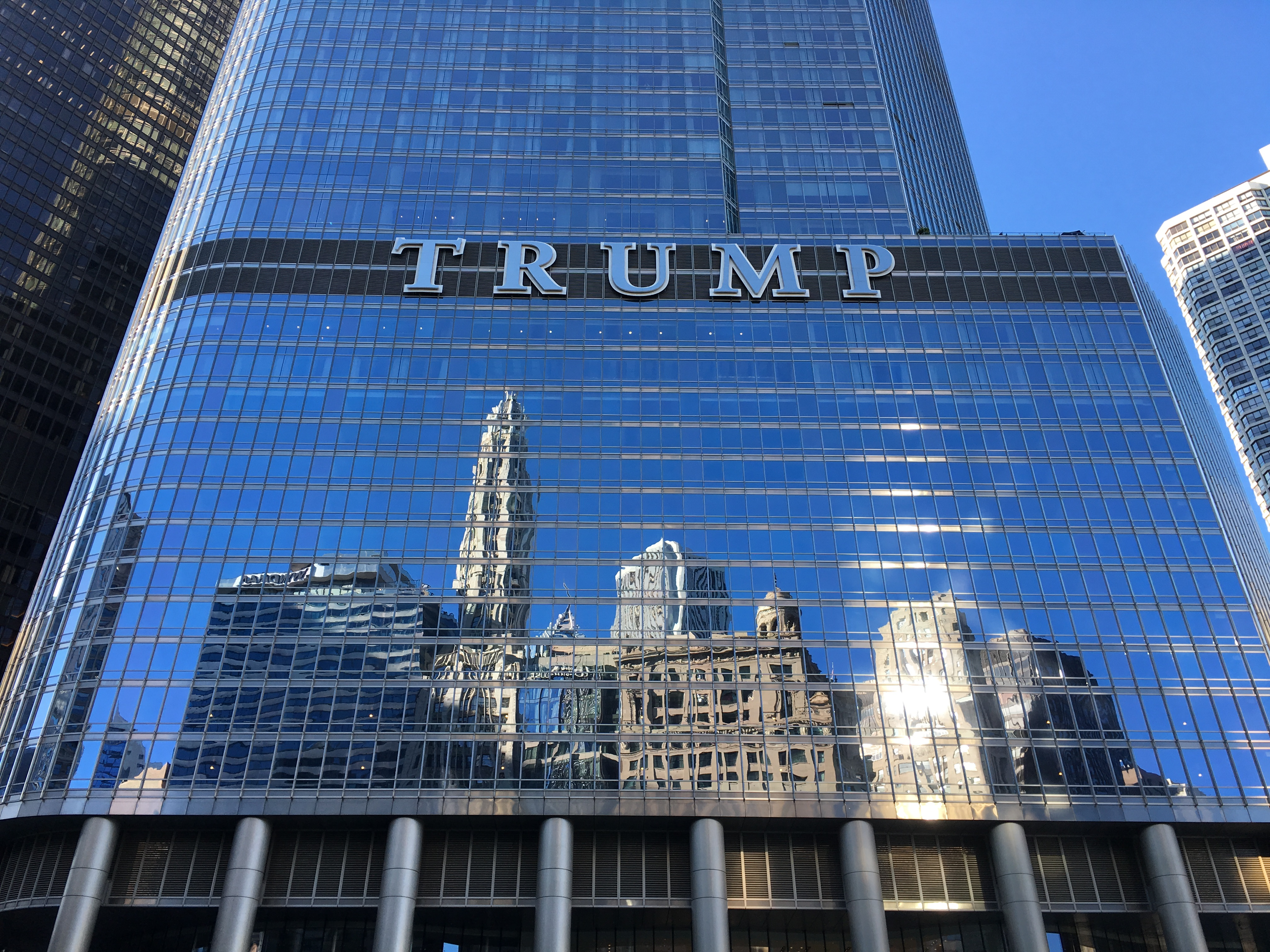
Façade du bâtiment depuis la rivière Chicago.
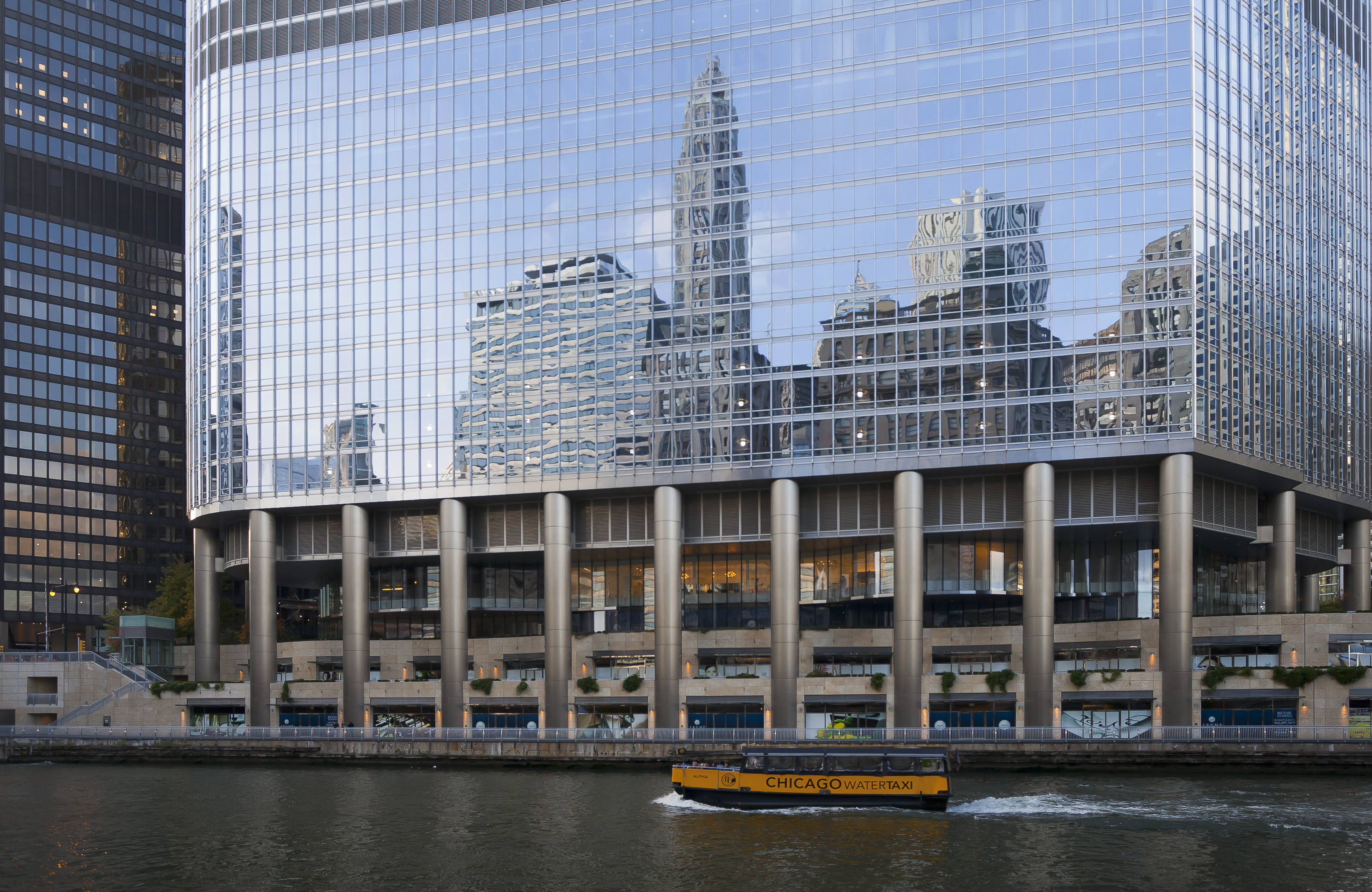
Rez-de-chaussée du bâtiment depuis la Chicago Riverwalk (côté Wacker Drive).
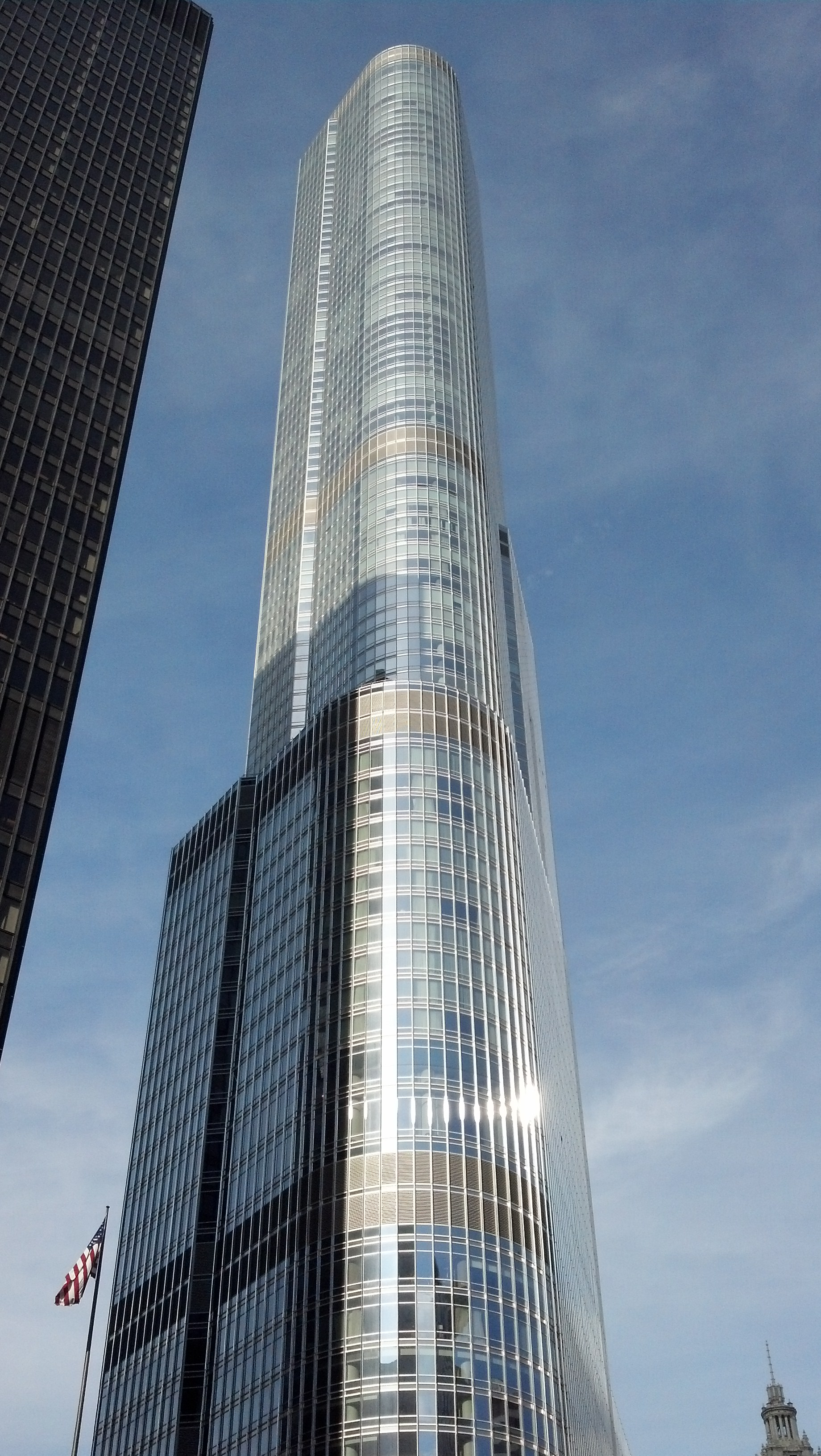
Vue de profil.
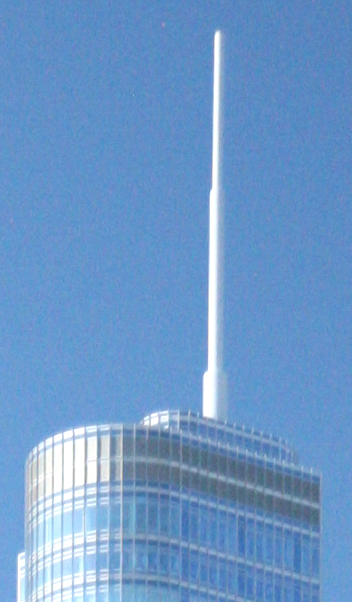
Antenne.
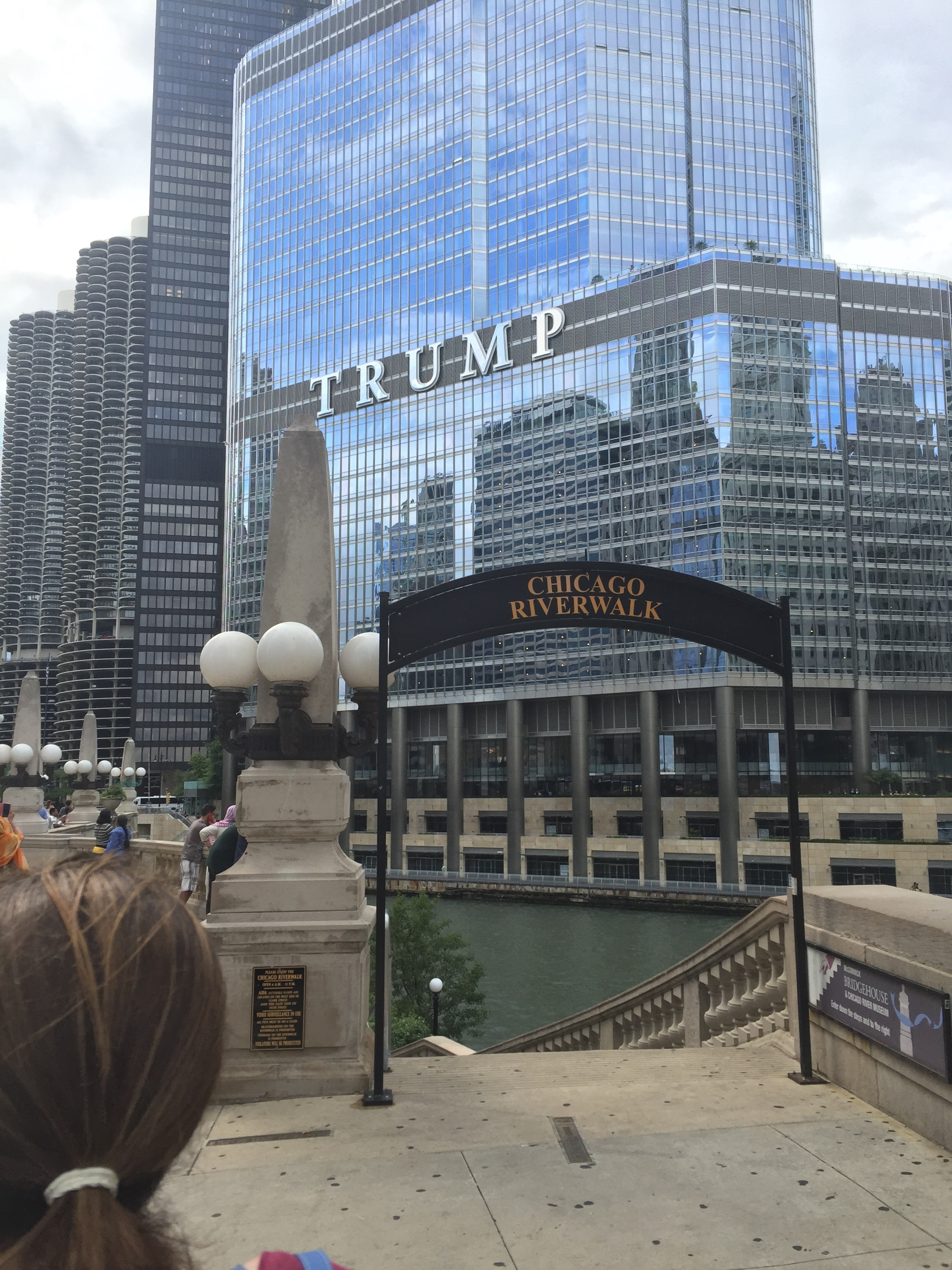
Depuis la Chicago Riverwalk.
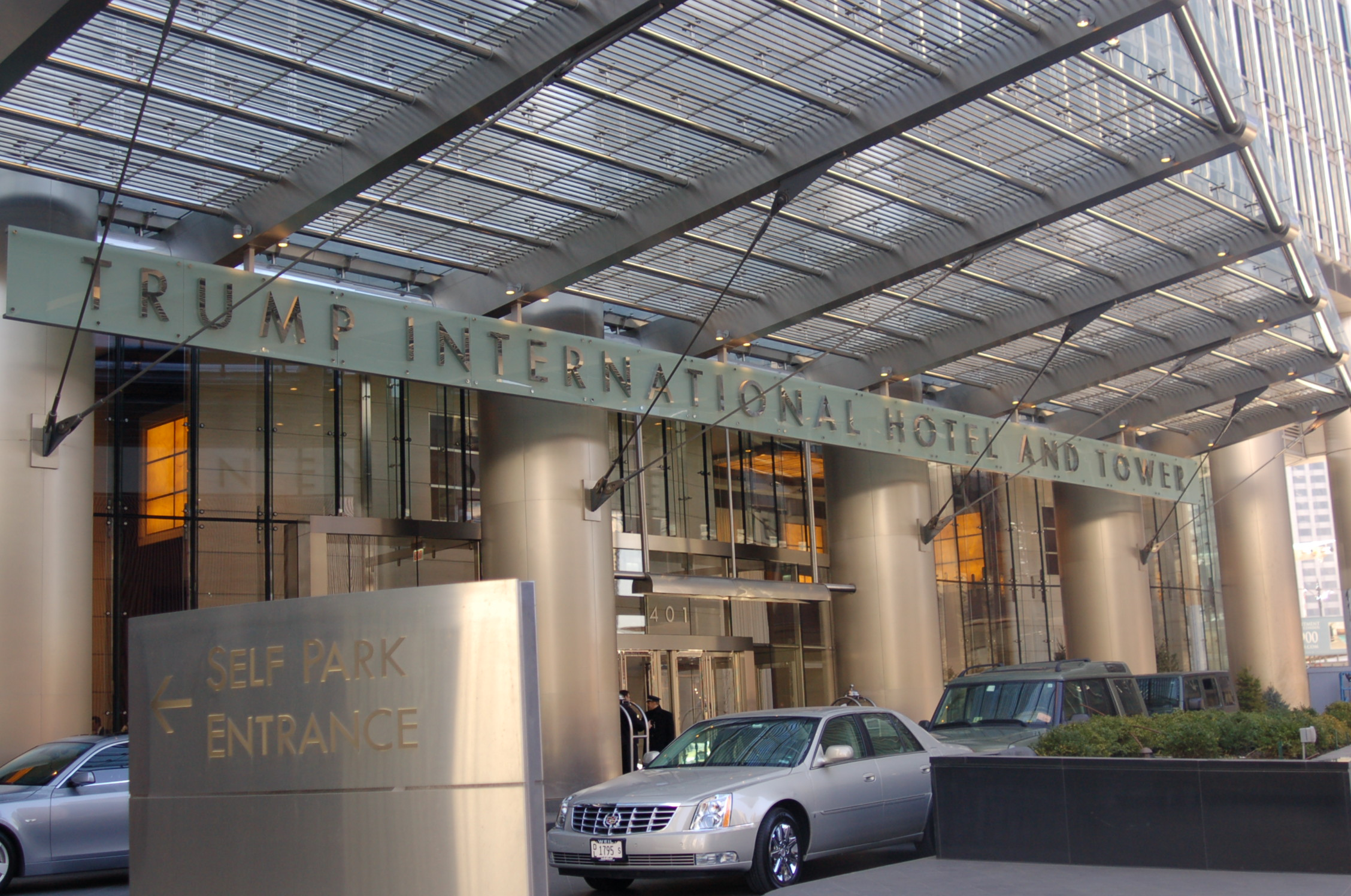
Entrée principale au 401 North Wabash Avenue.
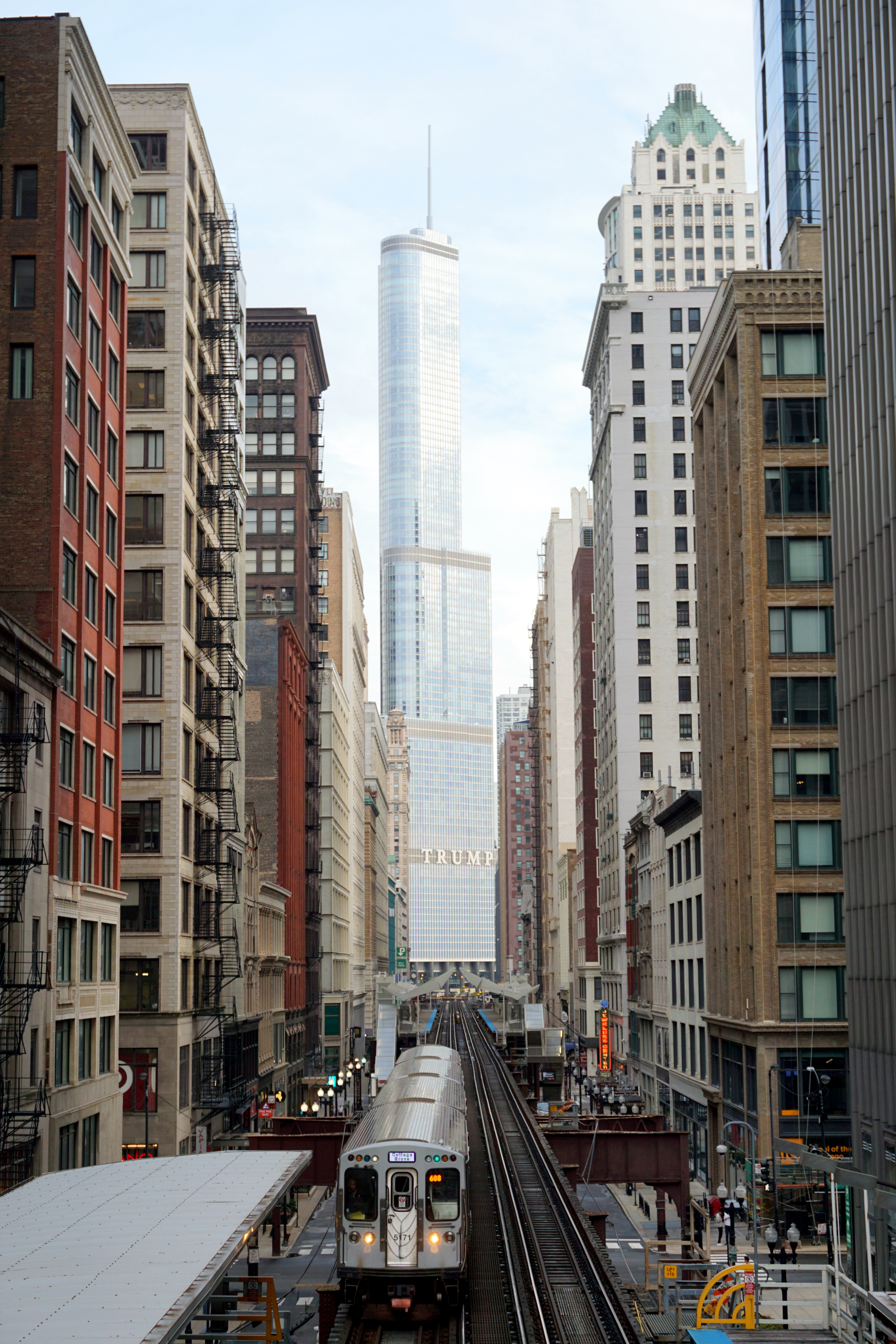
Depuis l'Union Loop.
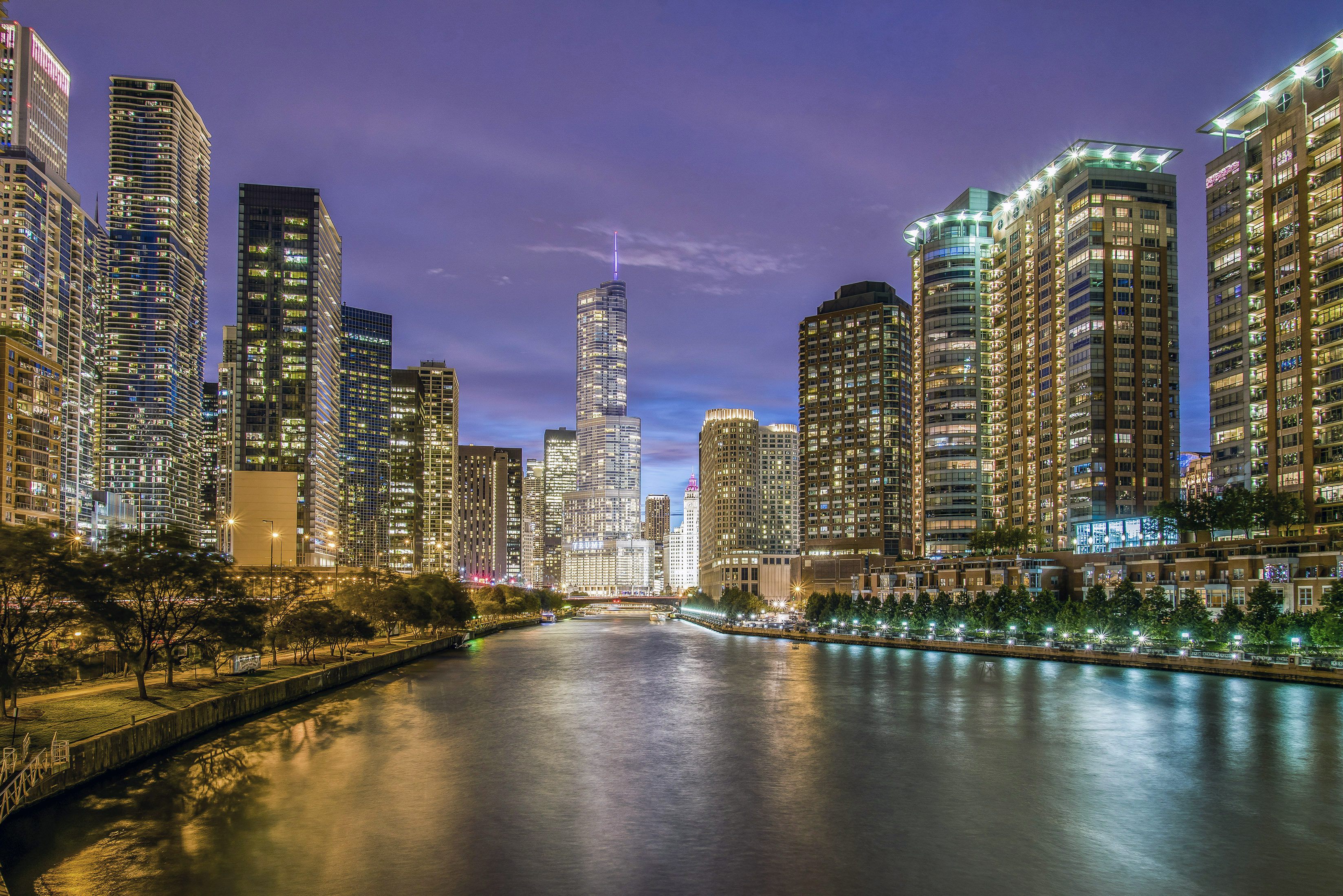
Vue sur la tour et la rivière Chicago depuis le pont routier de Lake Shore Drive.
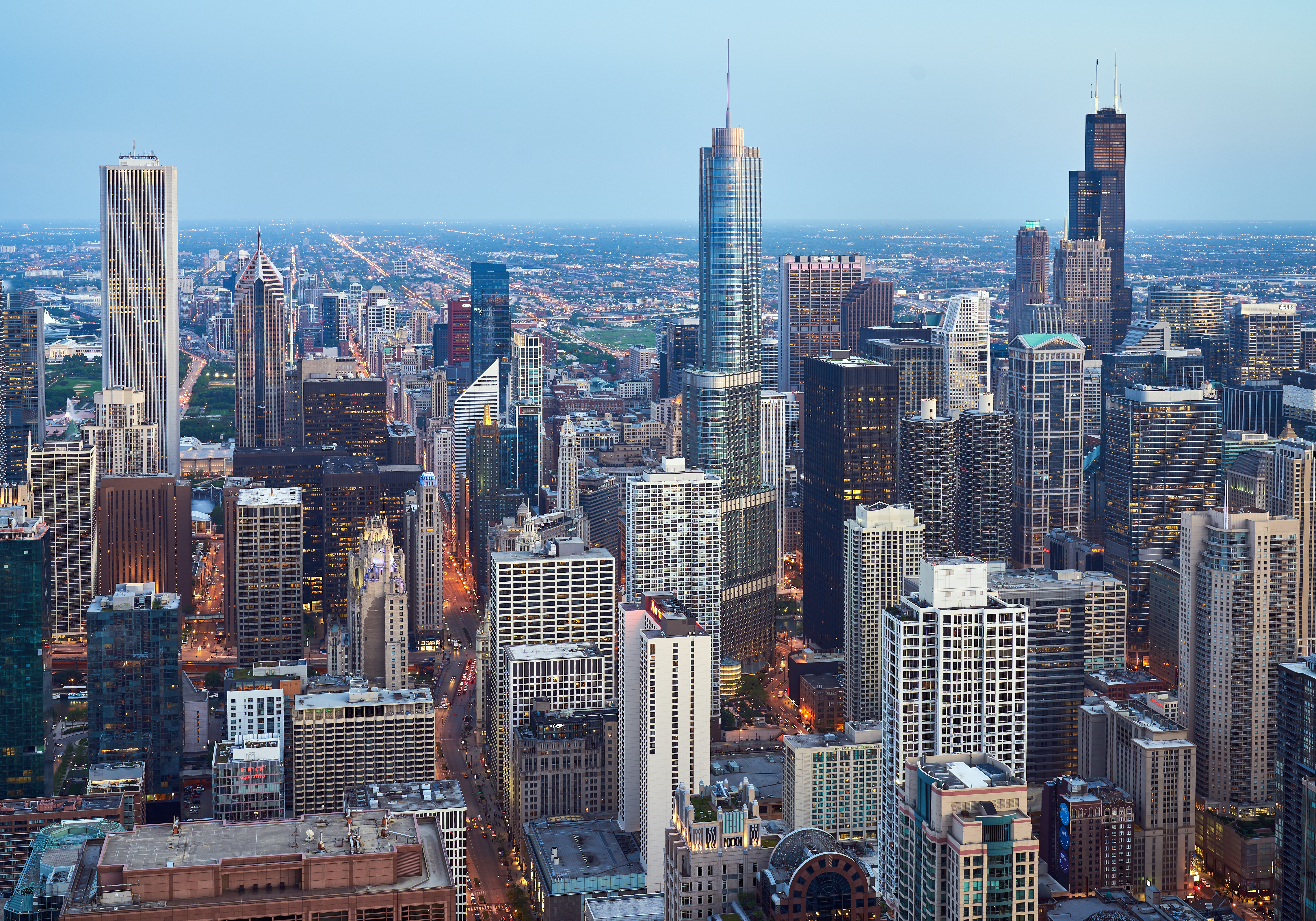
La tour entre l'Aon Center (à gauche) et la Willis Tower (à droite) depuis le 875 North Michigan Avenue.